# 2011年阿克托比爆炸案
2011年阿克托比爆炸案，是發生在2011年5月17日在哈薩克斯坦阿克托比市發生的恐怖攻擊。襲擊者進入該州安全部門總部，並引爆了一顆炸彈，炸死自己並炸傷了另外兩人。
最初，爆炸被歸咎於“有組織犯罪”，這是歷史上首例與黑手黨有關的自殺式炸彈襲擊。一些報紙說，施襲者拉希姆金·馬哈托夫是有組織犯罪集團的成員。但是，哈薩克斯坦官員最終承認，這次襲擊可能與該省份的伊斯蘭極端分子有關。
這次襲擊標誌著該年夏季哈薩克斯坦西部爆發強烈的暴力，在此期間多次襲擊奪去了十九人的生命。